# Morten Bisgaard
Morten Bisgaard (n. Hadsten, Dinamarca;  25 de junio de 1974) es un exfutbolista y actual entrenador danés, que jugaba de mediocampista y militó en diversos clubes de Dinamarca, Italia e Inglaterra.

## Selección nacional
Con la Selección de fútbol de Dinamarca, disputó 8 partidos internacionales y anotó solo un gol. Incluso participó con la selección danesa, en una sola edición de la Eurocopa. La única participación de Bisgaard en una Eurocopa, fue en la edición de Holanda y Bélgica 2000. donde su selección quedó eliminada en la primera fase de la cita de Holanda y Bélgica.

### Participaciones en Eurocopas
| Eurocopa      | Sede                   | Resultado    |
| ------------- | ---------------------- | ------------ |
| Eurocopa 2000 | Países Bajos y Bélgica | Primera Fase |

## Clubes
| Club                     | País       | Año         |
| ------------------------ | ---------- | ----------- |
| Randers Sportsklub Freja | Dinamarca  | 1991 - 1992 |
| Odense BK                | Dinamarca  | 1992        |
| Randers Sportsklub Freja | Dinamarca  | 1992        |
| Viborg FF                | Dinamarca  | 1993        |
| Odense BK                | Dinamarca  | 1993 - 1998 |
| Udinese                  | Italia     | 1998 - 2001 |
| FC Copenhague            | Dinamarca  | 2001 - 2004 |
| Derby County             | Inglaterra | 2004 - 2007 |
| Odense BK                | Dinamarca  | 2007 - 2009 |